# Andrea del Boca
Andrea del Boca (ur. 18 października 1965 w Buenos Aires) – argentyńska aktorka i piosenkarka. Swą karierę rozpoczęła już jako aktorka dziecięca występując w rodzimych filmach i serialach. W latach 80. i 90. grała w licznych telenowelach, m.in. Stellina, Celeste, Antonella i Czarna perła, które cieszyły się popularnością nie tylko w Ameryce Południowej, ale i w Europie. Wystąpiła też w kilku produkcjach teatralnych. Jest trzykrotną zdobywczynią nagrody Martín Fierro.

## Kariera
W telewizji zadebiutowała już jako czterolatka w serialu Nuestra galleguita (1969). W 1970 zaczęła występować w przedstawieniach telewizyjnych z cyklu Alta comedia i wkrótce potem zdobyła nagrodę Martín Fierro w kategorii „objawienie roku”. W roku 1972 wystąpiła w filmie Había una vez un circo, a rok później popularność przyniosła jej rola sierotki Pininy w serialu Papá corazón, na podstawie którego nakręcono film Papá corazón se quiere casar (1974).
W latach 1979–1980 grała w serialach Andrea Celeste i Señorita Andrea, emitowanych w argentyńskiej telewizji publicznej. W 1982 zagrała główną rolę w telenoweli Cien días de Ana u boku aktora i piosenkarza Silvestre (emitowanej później w Polsce pod tytułem Wola życia). Następnie wyjechała do Nowego Jorku by studiować aktorstwo i pojawiała się w produkcjach teatralnych.
W 1987 roku wcieliła się w główną rolę w telenoweli Estrellita mía na antenie Telefe, gdzie partnerował jej Ricardo Darín. Telenowela była emitowana we Włoszech i w Polsce pod tytułem Stellina. Del Boca nagrała dwa albumy muzyczne dla koncernu Warner Music Group pod koniec lat 80., Con amor i Te amo. Jej kolejną telenowelą była Celeste z 1991 roku, gdzie u jej boku wystąpił Gustavo Bermúdez. Serial poruszał kontrowersyjną jak na ówczesne czasy tematykę obyczajową i zdobył taką popularność, że dwa lata później nakręcono jego kontynuację, Celeste, siempre Celeste. W 1992 zagrała tytułową rolę w telenoweli Antonella, gdzie ponownie towarzyszył jej Bermúdez. Serial cieszył się popularnością i zdobył nagrodę Martín Fierro dla „telenoweli roku”. W 1993 aktorka pojawiła się w filmie Funes, un gran amor.
W 1994 roku del Boca zagrała w telenoweli Perla negra (Czarna perła), która była kolejnym sukcesem. Jej partnerem w tej produkcji został Gabriel Corrado, a jako motyw przewodni wykorzystano piosenkę „El amor”, pochodzącą z jej nowej płyty pod tym samym tytułem. Rok później zagrała w filmie Peperina. Del Boca i Corrado zostali obsadzeni razem w telenoweli Zíngara z 1996 roku, jednak nie powtórzyła ona sukcesu ich poprzedniej produkcji. W 1997 Andrea wystąpiła w telenoweli Mía sólo mía, gdzie partnerował jej Pablo Echarri, jednak ona też nie cieszyła się dużą popularnością. Aktorka nieco ograniczyła wówczas działalność telewizyjną i w 1998 roku gościnnie wystąpiła w serialu Chiquititas.
W roku 2000 aktorka zagrała w komedii romantycznej Apariencias. Od 2001 do 2002 grała główną rolę w serialu El sodero de mi vida, za którą otrzymała nagrodę Martín Fierro w kategorii „najlepsza rola w serialu komediowym”. W 2005 del Boca została uhonorowana specjalną nagrodą Martín Fierro za całokształt twórczości i zagrała główną rolę w telenoweli Sálvame María. W 2007 wystąpiła w jednym z odcinków serialu Mujeres asesinas i została członkinią jury w programie rozrywkowym mającym na celu wyłonienie obsady do argentyńskiej wersji filmu High School Musical, w którym także zagrała niewielką rolę. W 2008 roku prowadziła program La mamá del año, który poruszał temat macierzyństwa, a następnie Hoy puede ser. W międzyczasie pojawiała się także w serialu Por amor a vos.
W 2010 na antenie Canal 13 wyemitowano jej kolejną telenowelę, Alguien que me quiera, w której zagrał też Osvaldo Laport, jednak produkcja nie osiągnęła oczekiwanej oglądalności. W 2011 wcieliła się w postać Evy Perón w spektaktu Eva y Victoria, który był wystawiany w różnych miastach Argentyny. W tym samym roku premierę miał serial Tiempo de pensar, poruszający tematykę feminizmu, w którym del Boca nie tylko zagrała, ale który także współprodukowała. W latach 2013–2014 występowała w głównej roli w telenoweli Esa mujer, której także była producentką. Rola ta przyniosła jej nominację do nagrody Martín Fierro.
W 2016 roku zostało ujawnione, że del Boca uzyskała 36 milionów peso z budżetu państwa na wyprodukowanie kolejnej telenoweli, Mamá corazón. Wywołało to sporą kontrowersję w mediach i krytykę wokół aktorki, wskutek czego telenowela nigdy nie została wydana, mimo iż była prawie ukończona. W 2019 del Boca wzięła udział w kolejnej sztuce teatralnej, Brujas, która spotkała się z pozytywnym przyjęciem.

## Życie prywatne
Jej rodzice to Ana María Castro oraz reżyser Nicolás del Boca. Andrea ma dwójkę rodzeństwa: brata Adriána i siostrę Anabellę.
W 1982 rozpoczęła pięcioletni związek z aktorem i piosenkarzem Silvestre (prawdziwe imię: José Luis Rodríguez), z którym występowała w serialu Wola życia. Ich relacja wywołała kontrowersję, jako że Andrea nie była jeszcze pełnoletnia, a Silvestre był od niej starszy o 12 lat i miał żonę, która spodziewała się dziecka. W latach 1988–1995 jej partnerem był filmowiec Raúl de la Torre, a od 1995 do 1997 roku związana była z amerykańskim finansistą Jeffrey Sachsem. W roku 2000 krótko spotykała się z biznesmenem Ricardo Biasottim. 15 listopada 2000 urodziła ich córkę, Annę, lecz jeszcze przed jej narodzinami rozstała się z ojcem dziecka.

## Telenowele
- 1969: Nuestra galleguita
- 1970: Historias de mamá y papá
- 1970–72: Alta comedia
- 1973: Papá corazón
- 1974: Pinina quiere a papá
- 1977: El gran circo de TVE (udział gościnny)
- 1978–79: El hotel de las mil y una estrellas
- 1979–80: Andrea Celeste
- 1980: Señorita Andrea
- 1981: Romeo y Julieta
- 1981: Bernadette
- 1981: Hay que educar a papá
- 1981: Abuso de confianza
- 1981: Una vida por otra
- 1982: Cien días de Ana (Wola życia)
- 1987: Estrellita mía (Stellina)
- 1991: Celeste
- 1992: Antonella
- 1993: Celeste, siempre Celeste
- 1994: Perla negra (Czarna perła)
- 1996: Zíngara
- 1997: Mía sólo mía
- 1998: Chiquititas (udział gościnny)
- 2001–02: El sodero de mi vida
- 2005: Sálvame María
- 2006: Gladiadores de Pompeya
- 2007: Mujeres asesinas (udział gościnny)
- 2008–09: Por amor a vos
- 2010: Alguien que me quiera
- 2011: Tiempo de pensar
- 2013–14: Esa mujer

## Filmy
- 1972: Había una vez un circo
- 1973: Andrea
- 1974: Papá corazón se quiere casar
- 1975: Un mundo de amor
- 1979: El virgo de Visanteta
- 1980: Días de ilusión
- 1990: Cien veces no debo
- 1993: Funes, un gran amor
- 1995: Peperina
- 2000: Apariencias
- 2008: High School Musical: El Desafio
- 2010: Mercedes (film krótkometrażowy)
- 2010: Un buen día
- 2012: Haciendo sueños (film dokumentalny)

## Programy telewizyjne
- 2007: High School Musical: La Selección
- 2008: La mamá del año
- 2008–09: Hoy puede ser

## Dyskografia
- 1980: El mundo de Andrea del Boca
- 1988: Con amor
- 1989: Te amo
- 1994: El amor